# Héliodome
L'Héliodome est un modèle de maison bioclimatique imaginé et construit par Éric Wasser, ébéniste alsacien. Le principe, ébauché dans les années 1990, est mis en plans à partir de 2000. En 2003, le concept reçoit le premier prix du Concours Lépine.
En 2005, un premier permis de construire est obtenu dans le village de Cosswiller, et la première pierre de la maison est posée en juin 2006. La maison est achevée en 2011. À partir de 2013, le modèle s'exporte avec la construction d'un Héliodome en Suisse.

## Historique
L'héliodome est imaginé par Éric Wasser, ébéniste de formation et meilleur ouvrier de France à vingt-cinq ans,. Le principe de base s'inspire de la forme d'un cadran solaire. Après une dizaine d'années de recherches et de mise au point, le brevet de l'héliodome est déposé en janvier 2001 et délivré en avril 2003.
Le concept séduit largement et est primé à plusieurs reprises, au Concours Lépine en mai 2003, au prix de l’innovation en octobre 2003, à la Cité des sciences et de l'industrie durant l'exposition « Soleil, mythe ou réalité ? » entre avril 2004 et janvier 2005, enfin au prix Solar des professionnels suisses du solaire en avril 2005.
En mars 2005, le permis de construire pour une première version de l'Héliodome est délivré par la mairie de Cosswiller, la première pierre de cette maison est posée en juin 2006, et la construction proprement dite débute en septembre 2008 et se termine mi-2011.

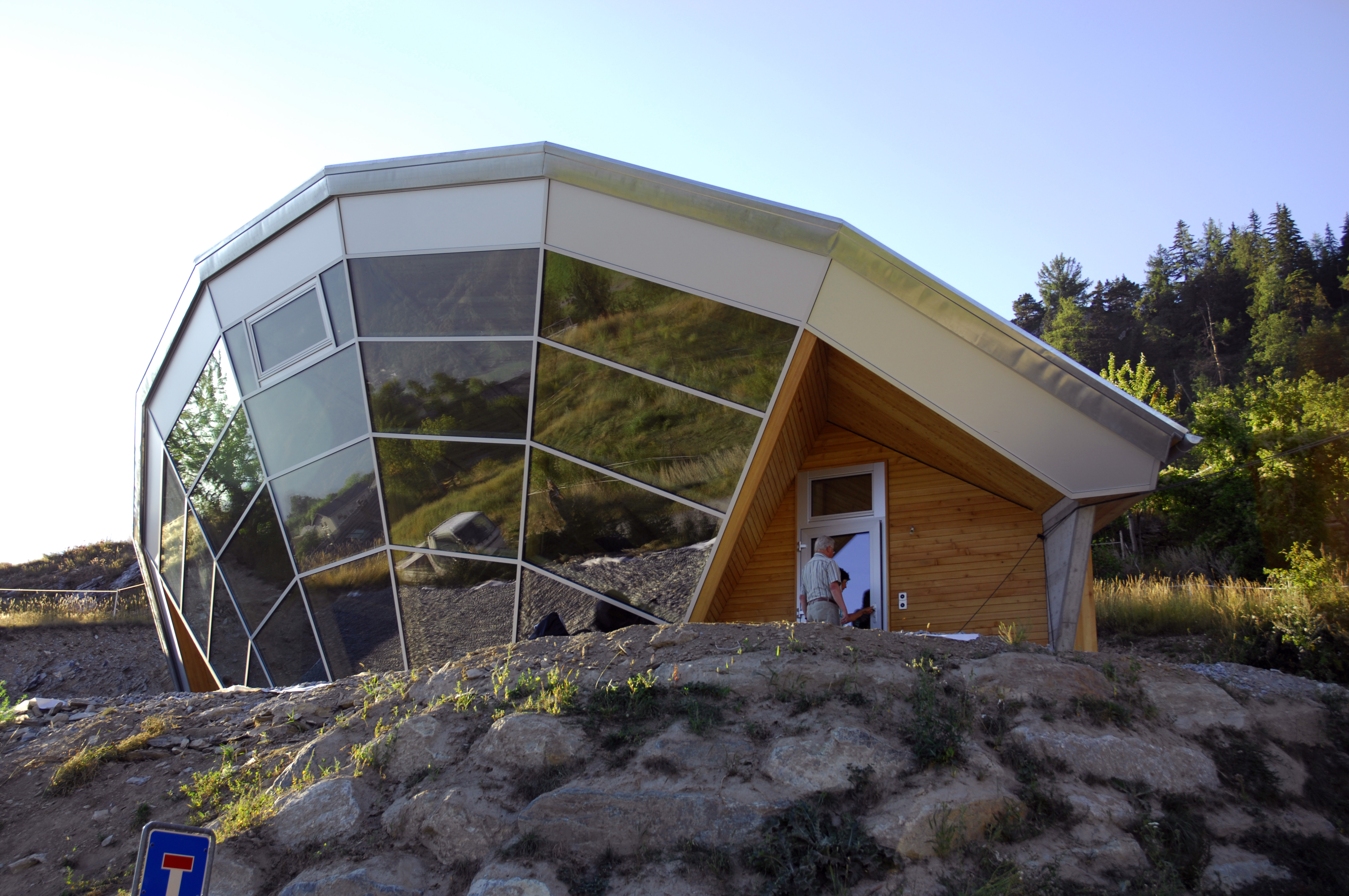
L'Héliodome d'Erschmatt, en Suisse.

Le démonstrateur est une maison de deux cents mètres carrés environ, bâtie sur trois niveaux et doté d'une verrière d'environ 160 m2. Mais des versions plus grandes ou plus petites sont envisageables. Ainsi, une version de 80 m2 est inaugurée le 7 septembre 2013 à Erschmatt dans le Valais, un autre à Saint-Dié-des-Vosges en 2016,.

## Principe

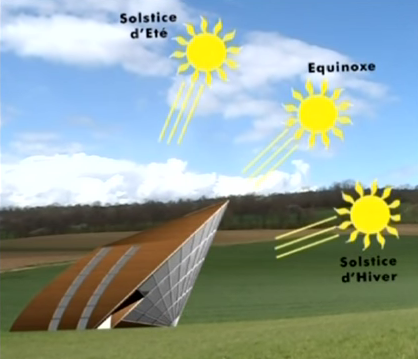
Principe de l'Héliodome : la lumière directe entre jusqu'au fond de la maison en hiver, et pas directement durant l'essentiel des journées d'été.

La maison a une forme générale de toupie inclinée, l'inclinaison étant fonction de la latitude. Le principe du bâtiment repose avant tout sur son orientation strictement vers le sud. La façade méridionale du bâtiment est composée d'une verrière convexe, qui laisse la lumière du jour entrer dans l'édifice quand le soleil est bas. L'énergie solaire ainsi fournie au bâtiment suffit à chauffer l'édifice dans la plupart des cas. Le démonstrateur construit à Cosswiller, compte tenu de la rigueur de l'hiver alsacien, a été équipé en surplus d'un poêle à bois d'appoint. La compacité de l'édifice ainsi qu'une isolation importante lui permettent de n'avoir que peu de déperditions thermiques.
En revanche, autour du solstice d'été, le soleil est haut dans le ciel et ne pénètre pas dans le bâtiment, protégée par sa toiture. Cette absence d'ensoleillement estival direct permet à l'Héliodome de conserver de la fraîcheur durant les mois les plus chauds.
L'eau chaude sanitaire est fournie par des panneaux solaires situés en toiture, sur la tranche de la « toupie ». Le fonctionnement de ces panneaux permet notamment d'éviter les surchauffes estivales en évacuant une partie de la chaleur accumulée en toiture.